# Thanh niên Hành Khúc

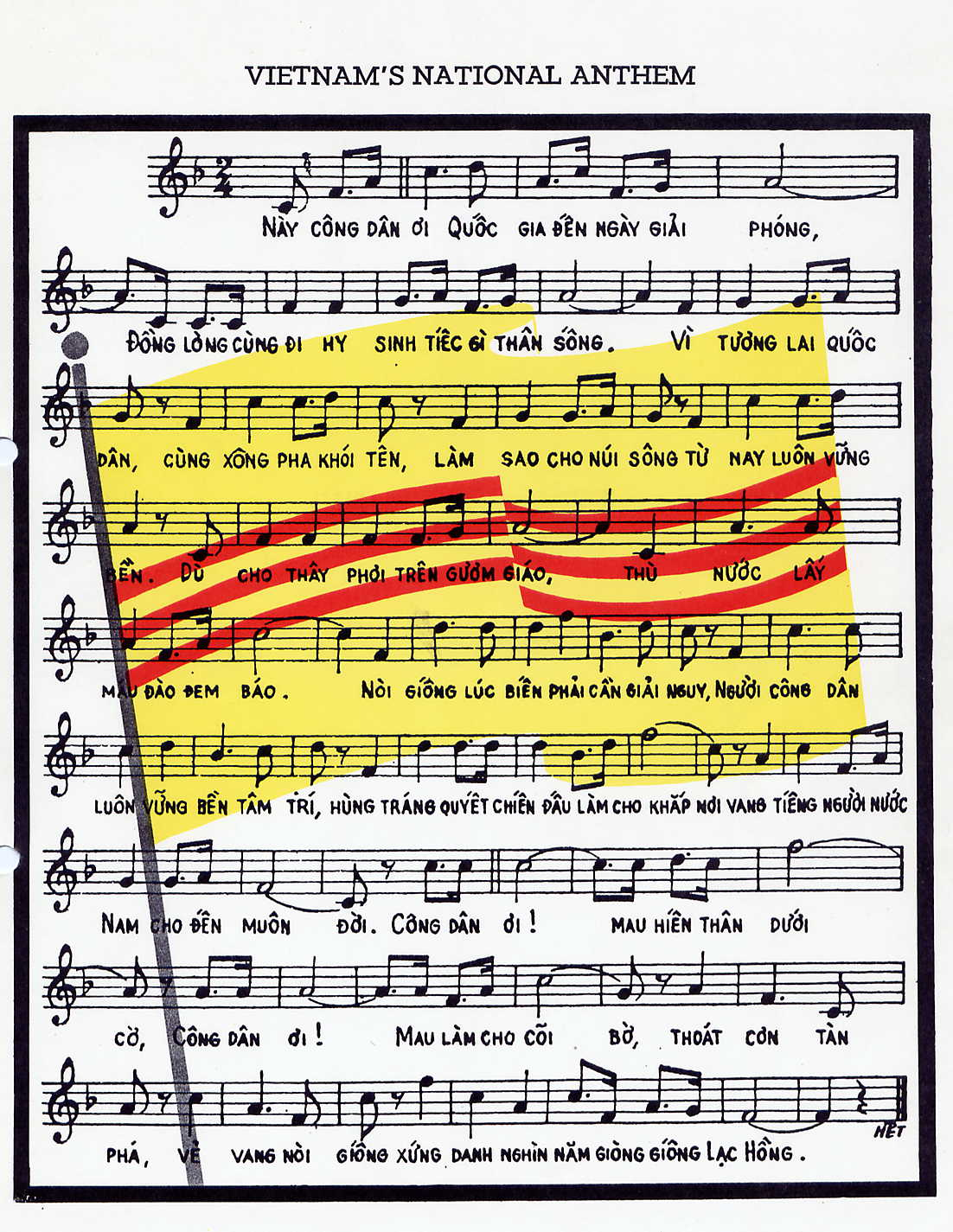
L'hymne national du Sud-Viêt Nam

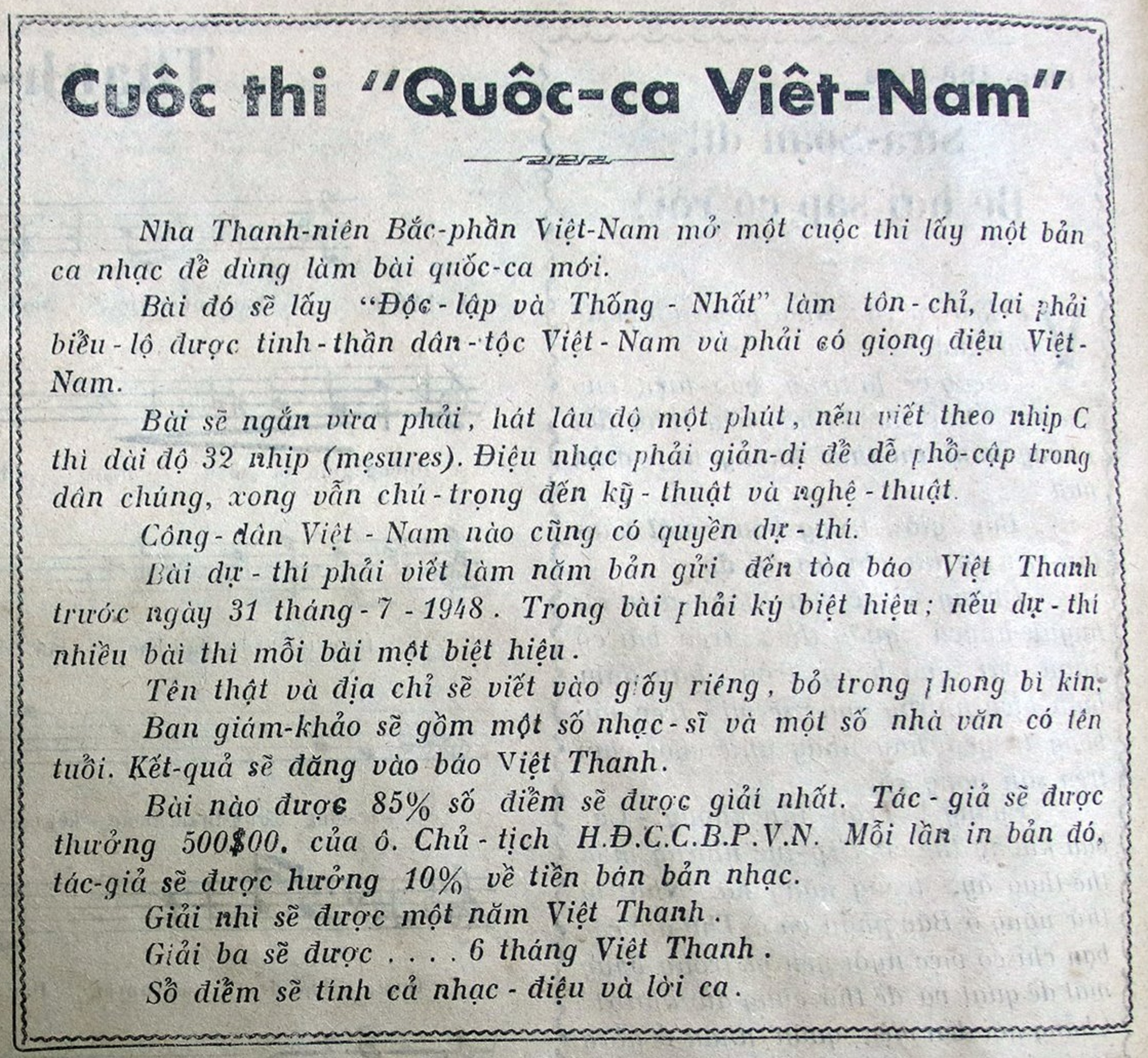
Le concours «Hymne national du Vietnam» 1948.

Thanh niên Hành Khúc était l'hymne officiel du Sud-Viêt Nam (État du Viêt Nam et République du Viêt Nam) de 1948 à 1975.

## Paroles

### Paroles originales
Này thanh niên ơi! Đứng lên đáp lời sông núi.

Đồng lòng cùng đi đi đi mở đường khai lối.

Vì non sông nước xưa truyền muôn năm chớ quên.

Nào anh em Bắc Nam cùng nhau ta kết đoàn.

Hồn thanh xuân như gương trong sang.

Đừng tiếc máu nóng tài xỉn ráng.

Thời khó thế khó khó làm yếu ta.

Dầu muôn chông gai vững lòng chi sá.

Đường mới kiếp phóng mắt nhìn xa bốn phương.

Tung cánh hồn thiếu niên ai đó can trường.

Thanh niên ơi! Ta quyết đi đến cùng.

Thanh niên ơi! Ta nguyền đem hết lòng.

Tiến lên, đồng tiến, vẻ vang đời sống.

Chớ quên rằng ta là giống Lạc Hồng.